# Анге Постекоглу
Анге Постекоглу (англ. Ange Postecoglou, нар. 27 серпня 1965, Афіни) — австралійський футболіст грецького походження, що грав на позиції захисника. По завершенні ігрової кар'єри — футбольний тренер. Останні два роки очолював тренерський штаб англійського «Тоттенгем Готспур».

## Ігрова кар'єра
Народився в Афінах, але через 5 років батьки разом з Анге емігрували до Австралії у місто Мельбурн, де Постекоглу і почав займатись футболом.
У дорослому футболі дебютував 1984 року виступами за «Саут Мельбурн», в якому провів дев'ять сезонів, взявши участь у 193 матчах чемпіонату. Більшість часу, проведеного у складі «Саут Мельбурна», був основним гравцем захисту команди. За цей з командою тричі вигравав регулярний чемпіонат Австралії, а також двічі ставав чемпіоном країни.
Завершив професійну кар'єру футболіста 1994 року в клубі нижчої ліги «Вестерн Сабербз».

## Виступи за збірні
1985 року залучався до складу молодіжної збірної Австралії у складі якої брав участь у молодіжному чемпіонаті світу 1985 року в СРСР, на якому зіграв в усіх трьох матчах збірної, але австралійці не здобули на турнірі жодної перемоги і не пройшли груповий етап.
1986 року дебютував в офіційних матчах у складі національної збірної Австралії. Протягом кар'єри у національній команді провів у формі головної команди країни 4 матчі.

## Кар'єра тренера
Розпочав тренерську кар'єру невдовзі по завершенні кар'єри гравця, 1996 року, очоливши тренерський штаб рідного клубу «Саут Мельбурн». Він привів команду до двох поспіль перемог в Національній футбольній лізі в сезонах 1997/98 і 1998/99 і здобув з клубом титул клубного чемпіона Океанії.
2000 року наставник був запрошений в австралійську збірну U-20, з якою працював протягом 7 років. За цей час під його керівництвом збірна тричі стала переможцем молодіжного чемпіонату Океанії (2001, 2003, 2005), а також тричі брала участь у молодіжних чемпіонатах світу. Після того як збірна не пробилась на чемпіонат світу 2007 року в Канаді покинув збірну.
У березні 2008 року Постекоглу вирушив на батьківщину, де тренував «Панахаїкі», але вже в грудні був звільнений.
В жовтні 2009 року очолив «Брисбен Роар», з яким двічі поспіль ставав чемпіоном Австралії, після чого недовго тренував «Мельбурн Вікторі».
23 жовтня 2013 року Постекоглу був призначений головним тренером збірної Австралії, яка під керівництвом його попередника Гольгера Осієка пробилась на чемпіонат світу 2014 року в Бразилії. На мундіалі австралійці виступили невдало, поступившись в усіх трьох іграх групового етапу. Попри це Анге продовжив працювати із командою і наступного року привів її до перемоги на домашньому для неї Кубку Азії 2015. Останнім турніром для тренера на чолі збірної Австралії став Кубок конфедерацій 2017, на якому вона також не подолала груповий етап.
2018 року очолив японський «Йокогама Ф. Марінос», а вже наступного року привів його команду до першої за попередні 15 сезонів перемоги в елітній Джей-лізі.
Влітку 2021 року був призначений головним тренером шотландського «Селтіка». Пропрацював із шотландським грандом два сезони, за результатами обох з яких приводив його де перемоги у національній першості.
6 червня 2023 року був представлений новим головним тренером англійського «Тоттенгем Готспур». Уклав із лондонцями чотирирічний контракт, ставши першим австралійським тренером в історії англійської Прем'єр-ліги
Став першим представником своєї країни, якому вдалося привести команду до перемоги в єврокубковому турнірі, здобувши титул Ліги Європи в сезоні 2024/25 разом із «шпорами» у фіналі проти «Манчестер Юнайтед» (1:0).

## Досягнення

### Як гравця
- Переможець регулярного чемпіонату Австралії: 1984, 1985, 1992–93
- Чемпіон Австралії: 1984, 1990–91
- Переможець Молодіжного чемпіонату ОФК: 1985

### Як тренера
- Переможець регулярного чемпіонату Австралії: 1997–98
- Чемпіон Австралії: 1997–98, 1998–99, 2010–11, 2011–12
- Переможець Клубного чемпіонату Океанії: 1999
- Переможець Молодіжного чемпіонату ОФК: 2001, 2002, 2005
- Переможець Юнацького чемпіонату ОФК: 2001, 2003, 2005
- Володар Кубка Азії: 2015
- Чемпіон Японії: 2019
- Володар Кубка шотландської ліги: 2021-22, 2022-23
- Чемпіон Шотландії: 2021-22, 2022-23
- Володар Кубка Шотландії: 2022-23
- Переможець Ліги Європи УЄФА: 2024-25